# Бёрд, Артур
Артур Бёрд (англ. Arthur Homer Bird; 23 июля 1856, Белмонт, штат Массачусетс — 22 декабря 1923, Берлин) — американский композитор.
Родился в семье музыкантов: отец Хорас Бёрд, его брат Джозеф и две их сестры были популярными в Бостоне музыкальными педагогами и выступали как струнный квартет, у братьев Бёрд учились музыке дети Генри Лонгфелло. С 1871 года выступал в Бостоне как церковный органист. В 1875—1877 гг. обучался в Берлинской высшей школе музыки как органист, в том числе у Эдуарда Роде и Карла Августа Хаупта, а также у Карла Альберта Лёшгорна (фортепиано). Вернувшись в Америку, обосновался в канадском Галифаксе, работал органистом, преподавал, основал первый в провинции Новая Шотландия мужской хор. В 1881 г. вновь отправился в Берлин для изучения композиции под руководством Генриха Урбана и в дальнейшем возвращался в Новый Свет лишь эпизодически. В 1885—1886 гг. посещал Ференца Листа в Веймаре, в 1886 г. двумя крайне успешными концертами из своих оркестровых сочинений в Берлине и Зондерсхаузене завоевал признание немецкой музыкальной критики, упрочившееся после берлинской премьеры балета «Рюбецаль» годом позже. До 1900 г. Бёрд интенсивно занимался композицией, затем практически оставил её, выступая преимущественно как германский музыкальный корреспондент различных американских изданий.
Творческое наследие Бёрда включает более 100 сочинений, включая балет и комическую оперу. Наиболее популярны произведения Бёрда для духовых ансамблей, в том числе Серенада Op. 40 (за которую Бёрд в 1901 году получил в США премию имени Падеревского за камерное сочинение) и написанная по заказу Поля Таффанеля Сюита Op. 29.